# Figulus exquisitus
Figulus exquisitus es una especie de coleóptero de la familia Lucanidae.

## Distribución geográfica
Habita en Singapur.